# José Gregorio Cedeño
José Gregorio Cedeño (Valencia, Carabobo, Gran Colombia / Venezuela, 1830-Europa, 6 de diciembre de 1891) fue un militar y caudillo venezolano líder de la Revolución Reivindicadora.

## Biografía
En su juventud trabajó como carpintero y se dedicó a negocios que le permitieron crear una modesta fortuna. Animado por el triunfo definitivo de la Federación en 1863, decidió participar activamente en la lucha política y militar, por lo que se unió a las fuerzas guzmancistas desde el inicio de la llamada Revolución Liberal entre 1869 y 1870. En enero de 1870 resultó herido en el asalto a Valencia efectuado por las tropas del general Matías Salazar. Como jefe de operaciones de Carabobo, en 1871, combatió a los grupos alzados contra el gobierno de Antonio Guzmán Blanco. En 1874 enfrentó la revolución del general León Colina en Coro, afianzando así su prestigio como figura clave en Carabobo, estado del que fue gobernador entre 1877 y 1879. La inesperada muerte del presidente Francisco Linares Alcántara el 30 de noviembre de 1878 agudizó la crisis que dividía a los liberales amarillos entre guzmancistas y alcantaristas.
Con el objeto de buscar el sucesor del gobierno, la Asamblea constituyente se reunió y eligió al primer designado a la presidencia de la república: al alcantarista José Gregorio Valera y como segundo designado, a Cedeño; pero este se negó a ir a Caracas para prestar juramento y el 29 de diciembre de 1878, el guzmancismo valenciano lanzó un manifiesto que proclamaba la autonomía de Carabobo, desconocía tanto a Valera como el titulado "Gobierno Nacional de Caracas" y nombraba al general Gregorio Cedeño como jefe supremo de la Revolución Reivindicadora, que según dicho manifiesto, se proponía restaurar la ley, los principios federativos y liquidar la anarquía que amenazaba al país.
La campaña se llevó a cabo durante el mes de enero de 1879. Triunfante el general Cedeño, entró a Caracas al frente de un numeroso ejército el 13 de febrero y proclamó que el movimiento instauraría de nuevo en el gobierno a Guzmán Blanco, quien regresó de París y asumió la presidencia el 25 de febrero. El general Cedeño fue nombrado ministro de Guerra y Marina, cargo al cual renunció a los pocos días por padecer de trastornos mentales y regresó a Valencia. En abril de 1879 fue designado jefe militar del Distrito Sur Occidente, compuesto de los estados Carabobo, Cojedes, Portuguesa y Zamora.

### Últimos años
A fines de 1881 perdió las elecciones para presidente del estado Carabobo frente al general Hermógenes López. Esta derrota contribuyó a agravar su salud mental, por lo que viajó a Europa en procura de alivio para su enfermedad y de regreso al país, vivió sus últimos años sumido en su enfermedad.